# Jeff Chandler
Jeff Chandler (Brooklyn, 15 december 1918 - Culver City, 17 juni 1961) was een Amerikaans acteur en zanger. In de jaren vijftig was hij een van de populairste acteurs van Hollywood.

## Leven en werk

### Afkomst, opleiding en eerste toneelervaring
Chandler werd als Ira Grossel geboren in een joodse familie. Na zijn middelbare studies volgde hij acteerlessen gedurende twee jaar. Daarna werkte hij een tijdje voor de radio alvorens zich aan te sluiten bij een theatergezelschap. Hij richtte zijn eigen gezelschap op waarmee hij op tournee vertrok tot de Verenigde Staten betrokken raakten bij de Tweede Wereldoorlog. Hij was vier jaar lang actief als militair in de Aleoeten. 

### Filmacteur
Na de oorlog begon hij een bloeiende filmcarrière waar hij opviel door zijn imposante gestalte en zijn vroeg grijs geworden haardos. Tijdens zijn korte carrière speelde hij verscheidene keren in westerns. Hij was vooral bekend voor zijn rol als Cochise in Broken Arrow (1950). Hij hernam dat succesvol personage nog twee keer in The Battle at Apache Pass (1952) en in Taza, Son of Cochise (1954). In westerns speelde hij niet alleen een indiaan, hij stond ook zijn mannetje als cavaleriemajoor zoals bleek uit Two Flags West (1950) en War Arrow (1953). Hij werkte meermaals samen met gevierde filmregisseurs als Douglas Sirk, Delmer Daves en Bud Boetticher en met minder grote namen zoals Joseph Pevney en Jack Arnold. 

### Overlijden
Zijn laatste rol was die van brigade-generaal Frank D. Merrill in Merrill's Marauders (1962), de laatste van enkele Tweede Wereldoorlogfilms waarin hij zijn militaire ervaring kon aanwenden. Kort na de opnames moest hij geopereerd worden voor een hernia nuclei pulposi. Hij overleed onverwachts als gevolg van een medische fout. Hij was 42 jaar. Hij rust op het Hillside Memorial Park Cemetery, een joodse begraafplaats in de buurt van Los Angeles.

### Privéleven
Jeff Chandler was van 1946 tot 1959 getrouwd met actrice Marjorie Hoshelle met wie hij twee dochters had. 

## Filmografie
- Thrill of a Romance (1945, niet op aftiteling)
- Roses Are Red (1947)
- The Invisible Wall (1947)
- Johnny O'Clock (1947, niet op aftiteling)
- Abandoned (1949)
- Sword in the Desert (1949)
- Mr. Belvedere Goes to College (1949, niet op aftiteling)
- Two Flags West (1950)
- Abbott and Costello in the Foreign Legion (1950, als verteller, niet op aftiteling)
- The Desert Hawk (1950, als verteller, niet op aftiteling)
- Deported (1950)
- Broken Arrow (1950)
- Flame of Araby (1951)
- Iron Man (1951)
- Smuggler's Island (1951)
- Bird of Paradise (1951)
- Double Crossbones (1951, als verteller, niet op aftiteling)
- Because of You (1952)
- Yankee Buccaneer (1952)
- Son of Ali Baba (1952, als verteller, niet op aftiteling)
- Red Ball Express (1952)
- The Battle at Apache Pass (1952)
- War Arrow (1953)
- East of Sumatra (1953)
- The Great Sioux Uprising (1953)
- Girls in the Night (1953, verteller op het einde, niet op aftiteling)
- Taza, Son of Cochise (1954, niet op aftiteling)
- Yankee Pasha (1954)
- Sign of the Pagan (1954)
- Foxfire (1955)
- Female on the Beach (1955)
- The Spoilers (1955)
- The Toy Tiger (1956)
- The Nat 'King' Cole Musical Story (1955, verteller)
- Away All Boats (1956)
- Pillars of the Sky (1956)
- The Tattered Dress (1957)
- I Man in the Shadow (1957)
- Jeanne Eagels (1957)
- Drango (1957)
- Raw Wind in Eden (1958)
- The Lady Takes a Flyer (1958)
- The Jayhawkers! (1959)
- Ten Seconds to Hell (1959)
- Thunder in the Sun (1959)
- A Stranger in My Arms (1959)
- The Plunderers (1960)
- Return to Peyton Place (1961)
- A Story of David: The Hunted (1961)
- Merrill's Marauders (1962)

## Nominatie
1951 : Broken Arrow: Oscar voor beste mannelijke bijrol